# DR 22
DR 22 – obłok molekularny typu H II znajdujący się w gwiazdozbiorze Łabędzia, należy do większego kompleksu Cygnus X.
W obszarze DR 22 formują się nowe gwiazdy, które go równocześnie rozświetlają. Na zdjęciach wykonanych Kosmicznym Teleskopem Spitzera w podczerwieni widoczne są w tym regionie obłoki kurzu i pyłu a także otulone kokonami pyłowymi nowe gwiazdy. Obszary niebieskie to chmury pyłu, a pomarańczowe to przede wszystkim gorący gaz obłoku molekularnego.